# 鲍觉民
鲍觉民（1909年—1994年），男，安徽巢县人，中国经济地理学家，曾任南开大学教授、博士生导师。